# ポポマナセウ山
ポポマナセウ山（英語、Mount Popomanaseu）は、南太平洋にあるメラネシアの中のソロモン諸島を構成する島の1つであるガダルカナル島に存在する、山の1つである。この山は、ソロモン諸島における最高峰である。
ポポマナセウ山は、南緯9度42分13秒 東経160度03分43秒 / 南緯9.70361度 東経160.06194度座標: 南緯9度42分13秒 東経160度03分43秒 / 南緯9.70361度 東経160.06194度 付近に位置しており

、ソロモン諸島のガダルカナル州に属している。標高は、約2,335mであり

、ここは、ソロモン諸島において最も標高の高い場所である

。
なお、この山より東の南太平洋上の島々に、この山より高い山は無い。同一緯度上を東の方向に進んで行って、次にこの山よりも高い山が現れるのは、南アメリカ大陸のアンデス山脈においてである。